# 記紀
記紀（きき）とは、『古事記』と『日本書紀』との総称である。『古事記』の「記」と『日本書紀』の「紀」を併せて「記紀」という。
両書とも、奈良時代に編纂された日本神話や古代の歴史を伝えている歴史書である。序盤は神話そのものであり、執筆年代に近づくにつれ歴史書としての性格が強くなる。近年の考古学的発見によって記紀の内容が裏付けられた例もある（法隆寺再建の記事や蘇我氏の甘樫丘など）。疑問点を含みつつも、同時代史料が極めて少ないことから、依然重要な位置を占める。
室町時代までは日本の神話や古代の歴史を伝えている重要な歴史書として『先代旧事本紀』を含めて「三部の本書」とされることが多かったが、江戸時代に入って「先代旧事本紀」が偽書であると考えられるようになり、以後この二書のみで記紀とされることが多くなった。